# Rose-Belle
Rose-Belle est une ville de douze mille habitants du sud-est de l'île Maurice dépendant du district de Grand Port, à dix kilomètres à l'ouest de Mahébourg. Il se trouve à 243 mètres d'altitude.

## Commerces
Son centre commercial est bien servi en restaurants.